# Società Sportiva Lazio Women 2015 2015-2016
Questa voce raccoglie le informazioni riguardanti la squadra femminile della Società Sportiva Lazio Women 2015 nelle competizioni ufficiali della stagione 2015-2016.

## Divise e sponsor
La tenuta di gioco è la stessa utilizzata dalla squadra maschile della Lazio, con la combinazione di maglia azzurra, pantaloncini e calzettoni bianchi della classica veste grafica della società. Sponsor tecnico era Macron mentre non c'era un main sponsor.
| Casa | Trasferta | Terza divisa |

## Rosa
Rosa, ruoli e numeri di maglia come da sito football.it, aggiornata a fine stagione.
| N. |                   | Ruolo | Calciatrice      |
| -- | ----------------- | ----- | ---------------- |
|    | Italia (bandiera) | P     | Fabiana Mari     |
|    | Italia (bandiera) | P     | Ilenia Sarnataro |
|    | Italia (bandiera) | D     | Sonia Angelini   |
|    | Italia (bandiera) | D     | Tania Autili     |
|    | Italia (bandiera) | D     | Valentina Latini |
|    | Italia (bandiera) | D     | Benedetta Lommi  |
|    | Italia (bandiera) | D     | Gloria Schiavi   |
|    | Italia (bandiera) | D     | Flavia Vaccari   |
|    | Italia (bandiera) | C     | Silvia Casali    |
|    | Italia (bandiera) | C     | Alessia Cianci   |
|    | Italia (bandiera) | C     | Bianca Fanelli   |
|    | Italia (bandiera) | C     | Flaminia Fiorini |

| N. |                   | Ruolo | Calciatrice                |
| -- | ----------------- | ----- | -------------------------- |
|    | Italia (bandiera) | C     | Manuela Lattanzi           |
|    | Italia (bandiera) | C     | Flaminia Lombardozzi       |
|    | Italia (bandiera) | C     | Alessia Musella            |
|    | Italia (bandiera) | C     | Arianna Pezzotti           |
|    | Italia (bandiera) | C     | Beatrice Sette             |
|    | Italia (bandiera) | A     | Sara Berarducci (capitano) |
|    | Italia (bandiera) | A     | Asia Celli                 |
|    | Italia (bandiera) | A     | Cristina Coletta           |
|    | Italia (bandiera) | A     | Luana Corradino            |
|    | Italia (bandiera) | A     | Martina Olivieri           |
|    | Italia (bandiera) | A     | Martina Santoro            |
|    | Italia (bandiera) | A     | Sara Spagnuolo             |

## Calciomercato

### Sessione estiva
| Acquisti | Acquisti | Acquisti | Acquisti |
| R.       | Nome     | da       | Modalità |
| -------- | -------- | -------- | -------- |
|          |          |          |          |

| Cessioni | Cessioni | Cessioni | Cessioni |
| R.       | Nome     | a        | Modalità |
| -------- | -------- | -------- | -------- |
|          |          |          |          |

### Sessione invernale
| Acquisti | Acquisti             | Acquisti | Acquisti |
| R.       | Nome                 | da       | Modalità |
| -------- | -------------------- | -------- | -------- |
| C        | Flaminia Lombardozzi |          |          |

| Cessioni | Cessioni | Cessioni | Cessioni |
| R.       | Nome     | a        | Modalità |
| -------- | -------- | -------- | -------- |
|          |          |          |          |

## Risultati

### Serie B

#### Girone di andata
| 18 ottobre 2015, ore --:-- CEST 1ª giornata                                                                                         | Chieti    | 9 – 0 referto | Lazio |  |
| \| \| \| \| \| Vukčević 4’, 46’ Mariani 6’, 75’ Giu. Di Camillo 19’, 63’ Martinovic 50’, 70’ Gia. Di Camillo 80’ \| Marcatori \| \| |           |               |       |  |
| |           |               |       |  |
| Vukčević 4’, 46’ Mariani 6’, 75’ Giu. Di Camillo 19’, 63’ Martinovic 50’, 70’ Gia. Di Camillo 80’                                   | Marcatori |               |       |  |

| Formello 1º novembre 2015, ore 14:30 CET 2ª giornata | Lazio | 0 – 4 referto | Napoli | Campo delle Aquile\| Arbitro: \| ? \| |
| Arbitro:                                             | ?     |               |        |                                       |

| 7 novembre 2015, ore 14:30 CET 3ª giornata  | Apulia Trani | 0 – 1     | Lazio |  |
| \| \| \| \| \| \| Marcatori \| 66’ Celli \| |              |           |       |  |
|                                             |              |           |       |  |
|                                             | Marcatori    | 66’ Celli |       |  |

| Arbitro: | ? |

|  |           |              |
|  | Marcatori | 32’ Cortelli |

| 29 novembre 2015, ore 14:30 CET 5ª giornata                         | Napoli Dream Team | 1 – 1 referto    | Lazio |  |
| \| \| \| \| \| Parascandolo 72’ \| Marcatori \| 90+4’ Berarducci \| |                   |                  |       |  |
|                                                                     |                   |                  |       |  |
| Parascandolo 72’                                                    | Marcatori         | 90+4’ Berarducci |       |  |

| 13 dicembre 2015, ore 14:30 CET 6ª giornata                   | Salento Women | 1 – 1 referto  | Lazio |  |
| \| \| \| \| \| Cucurachi 8’ \| Marcatori \| 81’ Berarducci \| |               |                |       |  |
|                                                               |               |                |       |  |
| Cucurachi 8’                                                  | Marcatori     | 81’ Berarducci |       |  |

| Formello 20 dicembre 2015, ore 14:30 CET 7ª giornata                                                             | Lazio     | 2 – 5 referto                                      | Nebrodi | Campo delle Aquile |
| \| \| \| \| \| Berarducci 25’ Pezzotti 40’ \| Marcatori \| 10’, 45’ Buttaccio 20’, 35’ Dragotto 30’ Minciullo \| |           |                                                    |         |                    |
| |           |                                                    |         |                    |
| Berarducci 25’ Pezzotti 40’                                                                                      | Marcatori | 10’, 45’ Buttaccio 20’, 35’ Dragotto 30’ Minciullo |         |                    |

| Arbitro: | ? |

|                           |           |           |
| Risina 34’ Ciancimino 55’ | Marcatori | 75’ Lommi |

| Formello 17 gennaio 2016, ore 14:30 CET 9ª giornata                      | Lazio     | 2 – 1 referto | Domina Neapolis | Campo delle Aquile |
| \| \| \| \| \| Cianci 40’ Coletta 90+4’ \| Marcatori \| 55’ Galluccio \| |           |               |                 |                    |
|                                                                          |           |               |                 |                    |
| Cianci 40’ Coletta 90+4’                                                 | Marcatori | 55’ Galluccio |                 |                    |

| 24 gennaio 2016, ore 14:30 CET 10ª giornata                                        | Roma XIV  | 3 – 1 referto | Lazio |  |
| \| \| \| \| \| Sciarretti 20’ Novelli 40’ Boldrini 90’ \| Marcatori \| 5’ Lommi \| |           |               |       |  |
|                                                                                    |           |               |       |  |
| Sciarretti 20’ Novelli 40’ Boldrini 90’                                            | Marcatori | 5’ Lommi      |       |  |

| Formello 31 gennaio 2016, ore 14:30 CET 11ª giornata                       | Lazio     | 2 – 2 referto        | Catania | Campo delle Aquile |
| \| \| \| \| \| Berarducci 47’, 48’ \| Marcatori \| 55’ Maggio 60’ Furnò \| |           |                      |         |                    |
|                                                                            |           |                      |         |                    |
| Berarducci 47’, 48’                                                        | Marcatori | 55’ Maggio 60’ Furnò |         |                    |

#### Girone di ritorno
| Formello 7 febbraio 2016, ore 14:30 CET 12ª giornata                        | Lazio     | 1 – 3 referto                   | Chieti | Campo delle Aquile |
| \| \| \| \| \| Sette 22’ \| Marcatori \| 5’, 27’ Stivaletta 29’ Vukčević \| |           |                                 |        |                    |
|                                                                             |           |                                 |        |                    |
| Sette 22’                                                                   | Marcatori | 5’, 27’ Stivaletta 29’ Vukčević |        |                    |

| Arbitro: | ? |

|       |           |  |
| Lucci | Marcatori |  |

| Belpasso 22 maggio 2016, ore 15:30 CEST 22ª giornata | Catania               | 1 – 5 referto | Lazio | Stadio San Gaetano\| Arbitro: \| Morabito (Taurianova) \| |
| Arbitro:                                             | Morabito (Taurianova) |               |       |                                                           |

### Coppa Italia

#### Turno preliminare
Quadrangolare G
| Arbitro: | Frank Loic Nana Tchato (Aprilia) |

|                |           |                                                                          |
| Berarducci 29’ | Marcatori | 16’, 30’, 46’ Palombi 21’ Coluccini 52’ Greggi 61’ Simonetti 61’ Nicosia |

| 11 ottobre 2015, ore 14:30 CEST 2ª giornata | Roma XIV | 4 – 0 | Lazio |  |

| Roma 25 ottobre 2015, ore 14:30 CET 3ª giornata                                         | Roma CF   | 6 – 0 referto | Lazio | Stadio Vittiglio Danilo (ca. 250 spett.) |
| \| \| \| \| \| Visentin 3’, 32’, 61’ Proietti 26’ Lucci 38’ Lorè 73’ \| Marcatori \| \| |           |               |       |                                          |
|                                                                                         |           |               |       |                                          |
| Visentin 3’, 32’, 61’ Proietti 26’ Lucci 38’ Lorè 73’                                   | Marcatori |               |       |                                          |

## Statistiche

### Statistiche di squadra
| Competizione | Punti | In casa | In casa | In casa | In casa | In casa | In casa | In trasferta | In trasferta | In trasferta | In trasferta | In trasferta | In trasferta | Totale | Totale | Totale | Totale | Totale | Totale | DR  |
| Competizione | Punti | G       | V       | N       | P       | Gf      | Gs      | G            | V            | N            | P            | Gf           | Gs           | G      | V      | N      | P      | Gf     | Gs     | DR  |
| ------------ | ----- | ------- | ------- | ------- | ------- | ------- | ------- | ------------ | ------------ | ------------ | ------------ | ------------ | ------------ | ------ | ------ | ------ | ------ | ------ | ------ | --- |
| Serie B      | 23    | 11      | 4       | 1       | 6       | .       | .       | 11           | 2            | 4            | 5            | .            | .            | 22     | 6      | 5      | 11     | 31     | 47     | -16 |
| Coppa Italia | -     | 1       | 0       | 0       | 1       | 1       | 7       | 2            | 0            | 0            | 2            | 0            | 10           | 3      | 0      | 0      | 3      | 1      | 17     | -16 |
| Totale       | -     | 12      | 4       | 1       | 7       | .       | .       | 13           | 2            | 4            | 7            | .            | .            | 25     | 6      | 5      | 14     | 32     | 64     | -32 |

### Andamento in campionato
| Giornata  | 1  | 2  | 3 | 4 | 5 | 6 | 7  | 8  | 9  | 10 | 11 | 12 | 13 | 14 | 15 | 16 | 17 | 18 | 19 | 20 | 21 | 22 |
| --------- | -- | -- | - | - | - | - | -- | -- | -- | -- | -- | -- | -- | -- | -- | -- | -- | -- | -- | -- | -- | -- |
| Luogo     | T  | C  | T | C | T | T | C  | T  | C  | T  | C  | C  | T  | C  | T  | C  | C  | T  | C  | T  | C  | T  |
| Risultato | P  | P  | V | P | N | N | P  | P  | V  | P  | N  | P  | P  | V  | N  | P  | V  | P  | V  | N  | P  | V  |
| Posizione | 12 | 12 | 8 | 8 | 8 | 9 | 10 | 10 | 10 | 10 | 10 | 10 |    |    |    |    |    |    |    |    |    | 7  |

Legenda:

Luogo: C = Casa; T = Trasferta. Risultato: V = Vittoria; N = Pareggio; P = Sconfitta.

### Statistiche delle giocatrici
| Giocatore      | Serie B  | Serie B | Serie B     | Serie B    | Coppa Italia | Coppa Italia | Coppa Italia | Coppa Italia | Totale   | Totale | Totale      | Totale     |
| Giocatore      | Presenze | Reti    | Ammonizioni | Espulsioni | Presenze     | Reti         | Ammonizioni  | Espulsioni   | Presenze | Reti   | Ammonizioni | Espulsioni |
| -------------- | -------- | ------- | ----------- | ---------- | ------------ | ------------ | ------------ | ------------ | -------- | ------ | ----------- | ---------- |
| S. Angelini    | 9        | ?       | 2           | 0          | ?            | ?            | ?            | ?            | 9+       | ?      | 2+          | 0+         |
| T. Autili      | 13       | ?       | 0           | 0          | ?            | ?            | ?            | ?            | 13+      | ?      | 0+          | 0+         |
| S. Berarducci  | 17       | ?       | 3           | 0          | ?            | 1            | ?            | ?            | 17+      | 1+     | 3+          | 0+         |
| S. Casali      | 17       | ?       | 0           | 0          | ?            | ?            | ?            | ?            | 17+      | ?      | 0+          | 0+         |
| A. Celli       | 17       | ?       | 2           | 0          | ?            | ?            | ?            | ?            | 17+      | ?      | 2+          | 0+         |
| A. Cianci      | 10       | ?       | 0           | 0          | ?            | ?            | ?            | ?            | 10+      | ?      | 0+          | 0+         |
| C. Coletta     | 18       | ?       | 4           | 1          | ?            | ?            | ?            | ?            | 18+      | ?      | 4+          | 1+         |
| L. Corradino   | 11       | ?       | 0           | 0          | ?            | ?            | ?            | ?            | 11+      | ?      | 0+          | 0+         |
| B. Fanelli     | 1        | ?       | 0           | 0          | ?            | ?            | ?            | ?            | 1+       | ?      | 0+          | 0+         |
| F. Fiorini     | 2        | ?       | 0           | 0          | ?            | ?            | ?            | ?            | 2+       | ?      | 0+          | 0+         |
| V. Latini      | 1        | ?       | 0           | 0          | ?            | ?            | ?            | ?            | 1+       | ?      | 0+          | 0+         |
| M. Lattanzi    | 6        | ?       | 2           | 0          | ?            | ?            | ?            | ?            | 6+       | ?      | 2+          | 0+         |
| F. Lombardozzi | 13       | ?       | 5           | 0          | ?            | ?            | ?            | ?            | 13+      | ?      | 5+          | 0+         |
| B. Lommi       | 18       | ?       | 3           | 0          | ?            | ?            | ?            | ?            | 18+      | ?      | 3+          | 0+         |
| F. Mari        | 12       | ?       | 1           | 0          | ?            | ?            | ?            | ?            | 12+      | ?      | 1+          | 0+         |
| A. Musella     | 1        | ?       | 0           | 0          | ?            | ?            | ?            | ?            | 1+       | ?      | 0+          | 0+         |
| M. Olivieri    | 11       | ?       | 0           | 0          | ?            | ?            | ?            | ?            | 11+      | ?      | 0+          | 0+         |
| A. Pezzotti    | 19       | ?       | 2           | 1          | ?            | ?            | ?            | ?            | 19+      | ?      | 2+          | 1+         |
| M. Santoro     | 6        | ?       | 2           | 1          | ?            | ?            | ?            | ?            | 6+       | ?      | 2+          | 1+         |
| I. Sarnataro   | 14       | ?       | 0           | 0          | ?            | ?            | ?            | ?            | 14+      | ?      | 0+          | 0+         |
| G. Schiavi     | 6        | ?       | 0           | 0          | ?            | ?            | ?            | ?            | 6+       | ?      | 0+          | 0+         |
| B. Sette       | 20       | ?       | 2           | 0          | ?            | ?            | ?            | ?            | 20+      | ?      | 2+          | 0+         |
| S. Spagnuolo   | 8        | ?       | 0           | 0          | ?            | ?            | ?            | ?            | 8+       | ?      | 0+          | 0+         |
| F. Vaccari     | 20       | ?       | 2           | 1          | ?            | ?            | ?            | ?            | 20+      | ?      | 2+          | 1+         |